# Medida de Hausdorff
Em matemática, a medida de Hausdorff é um tipo de medida exterior cujo nome se deve ao matemático alemão Felix Hausdorff e que associa a cada subconjunto do espaço euclidiano {\displaystyle \mathbb {R} ^{n}} um número real estendido não negativo. O conceito pode ser definido para qualquer espaço métrico.
A medida de Hausdorff em {\displaystyle \mathbb {R} ^{n}} está definidade para cada dimensão d maior ou igual a 0 (onde d é um número real, não estanto restrito aos números inteiros). A medida de Hausdorff de dimensão 0 de um conjunto S é o número de pontos deste conjunto, a medida de dimensão 1 de uma curva retificável é o comprimento dela, a medida de dimensão 2 de uma superfície é a medida da sua área.

## Definição
Seja X um espaço dotado da uma métrica {\displaystyle \rho \,}.
O diâmetro de um conjunto U é:
{\displaystyle {\hbox{diam}}(U)=\sup \left\{\rho (x,y):x,y\in U\right\}\,}
Defina a seguinte quantidade:
{\displaystyle H_{\delta }^{d}(S)=2^{-d}\alpha _{d}\inf {\Bigl \{}\sum _{i=1}^{\infty }\operatorname {diam} (U_{i})^{d}:\bigcup _{i=1}^{\infty }U_{i}\supset S,\,\operatorname {diam} (U_{i})<\delta {\Bigr \}}.}
em que:
{\displaystyle \alpha _{d}={\frac {\pi ^{d/2}}{\Gamma ({\frac {d}{2}}+1)}}.}
Note-se que o ínfimo é tomado sobre todos as coberturas contáveis de S por conjuntos {\displaystyle \scriptstyle U_{i}\subset X} de diâmetro menor que δ, e a constante {\displaystyle \alpha _{d}\,} é o volume da esfera unitária.
É fácil ver que {\displaystyle \scriptstyle H_{\delta }^{d}(S)} é monotonicamente decrescente em δ, uma vez que quanto maior  δ, maior é a coleção de conjuntos permitida ao tomar o ínfimo. De onde, o limite {\displaystyle \scriptstyle \lim _{\delta \to 0}H_{\delta }^{d}(S)} existe.
Finalmente, a medida de Hausdorff de dimensão d é definida por  :
{\displaystyle H^{d}(S):=\sup _{\delta >0}H_{\delta }^{d}(S)=\lim _{\delta \to 0}H_{\delta }^{d}(S).}

## Dimensão de Hausdorff
A definição se Hausdorff de um conjunto S se está relacionada à medida de Hausdorff através de :
{\displaystyle \operatorname {dim} _{\mathrm {Haus} }(S)=\inf\{d\geq 0:H^{d}(S)=0\}=\sup {\bigl (}\{d\geq 0:H^{d}(S)=\infty \}\cup \{0\}{\bigr )},}
onde adota-se:
{\displaystyle \inf \emptyset =\infty }.